# Colonia Popular
Colonia Popular é uma cidade da Argentina, localizada na província de Chaco.